# Canal de Dios
El Canal de Dios es un curso de agua artificial en el norte de la República Argentina, que lleva agua potable y de riego desde el río Salado (sin. río Juramento) hacia el este, llegando hasta la localidad de Pampa de los Guanacos. Beneficia a varias localidades de la región norte de la Provincia de Santiago del Estero. Tiene una longitud de alrededor de 210 km en su trazado principal, y con sus ramales suma unos 300 km de longitud.
Proyectado en la década de 1960, fue construido entre 1977 y 1978.

## Recorrido
Nace en una toma de agua en la margen izquierda del río Salado, a corta distancia de la localidad de Macapillo, en la provincia de Salta, iniciando un curso tortuoso en dirección sudeste hasta alcanzar el límite con la provincia de Santiago del Estero en el borde oriental de la depresión del río Salado. Desde allí continúa en línea recta, en dirección este, marcando el límite entre las provincias de Salta y Santiago del Estero. A partir de la localidad de Urutaú gira en dirección este-sudeste, corriendo paralelo y a corta distancia de la ruta nacional número 16 hasta la ciudad de Pampa de los Guanacos.
Tienen varios ramales secundarios, entre los cuales los dos principales parten en dirección sur: uno que parte desde Monte Quemado a Campo Gallo, llamado Canal Virgen del Carmen, con dos ramales a Tintina y a Agustina Libarona; el otro parte desde Pampa de los Guanacos hasta Sachayoj.
Tiene un ancho máximo de 2 m y una profundidad media de 1,5 m, aunque el nivel del agua raramente excede los 50 cm.
Traslada entre 2 y 20 m² por segundo. Frente a la toma del canal, el río Salado conduce entre 30 y 50 m² por segundo, y potencialmente podría trasladar la mayor parte de ese caudal, aunque la falta de mantenimiento conspira contra esa capacidad.

## Potencial para la provincia del Chaco
Los pueblos del oeste chaqueño sobre la ruta nacional 16 —Río Muerto, Los Frentones, Pampa del Infierno y Concepción del Bermejo están ubicados en una región donde de precipitaciones escasas, además de concentradas en los meses de verano. Su producción agrícola se resiente de esa escasez, limitada a una exigua horticultura, que depende de agua de pozo. También la ganadería y el agua para consumo humano dependen de la extracción de pozos profundos, que producen agua en poca cantidad; los esfuerzos que se han hecho para aumentar la producción de los pozos han causado su rápida salinización. Parte del agua potable de esas localidades es provista por el Ferrocarril General Belgrano, trasladada en cisternas desde Metán, en Salta.
El Canal de Dios estaba proyectado para llegar a Pampa del Infierno, y efectivamente en su primer trazado llegaba hasta esa localidad. Sin embargo, el caudal de agua llegado al Chaco por esa vía fue siempre muy exiguo, y durante largos períodos no llegó caudal alguno. El canal fue abandonado, en varios tramos sus bordes se destruyeron y la vegetación creció en su cauce. En la práctica, el Canal de Dios llega solamente a Pampa de los Guanacos; en general se dispone de un excedente de agua, que podría ser transferido al territorio chaqueño. Sucesivos acuerdos entre esa provincia y Santiago del Estero para reconstruir el tramo destruido no han logrado aún plasmarse en obras concretas.
El Canal de Dios no tuvo mantenimiento alguno desde mediados de la última dictadura militar hasta el año 2005, en que se realizaron tareas de limpieza en mitad oriental, especialmente en Pampa del Infierno. Allí se remodeló la represa donde termina el canal y se modernizó la planta de potabilización de agua.